# Operation Anthropoid (Film)
Operation Anthropoid ist ein 2017 produzierter Spielfilm unter der Regie von Sean Ellis, der in Zusammenarbeit des Vereinigten Königreichs mit Frankreich, den USA und Tschechien gedreht wurde. Die Handlung rekonstruiert die Operation gleichen Namens und das erfolgreiche Attentat tschechoslowakischer Widerstandskämpfer auf Reinhard Heydrich.

## Handlung
Zwei in Großbritannien ausgebildete tschechische Agenten der Exilregierung landen mit Fallschirmen im Dezember 1941, dem Höhepunkt der nationalsozialistischen Expansionspolitik, in der von den Deutschen besetzten Tschechoslowakei. Ihre Namen sind Jozef Gabčík und Jan Kubiš. Bei der Landung verletzt sich Gabčík am Fuß. Den beiden Männern gelingt die Reise nach Prag, wo sie über einen Tierarzt, der Gabčíks Fuß versorgt, in den Kreis von Jan Zelenka-Hajský eingeführt werden. Dieser ist im tschechoslowakischen Widerstand aktiv und hat mit anderen gleichgesinnten Frauen und Männern sein Quartier in der Cyrill-und-Method-Kirche aufgebaut. Gabčík und Kubiš haben vor, die sogenannte Operation Anthropoid durchzuführen. Dabei soll Reinhard Heydrich, Hitlers Reichsstatthalter in Prag und Architekt der von den Nazis sogenannten Endlösung der Judenfrage, ermordet werden. Zusammen mit den beiden Frauen Marie und Lenka sowie dem jungen Adolf Opálka planen Gabčík und Kubiš trotz mangelhafter militärischer und nachrichtendienstlicher Ausrüstung das Attentat.
Als Ende Mai 1942 das Gerücht die Runde macht, Heydrich würde nach Paris versetzt, müssen die Widerstandskämpfer alles auf eine Karte setzen. Am 27. Mai 1942 führen sie das Attentat aus, bei dem Heydrich zunächst lebensgefährlich verletzt wird. Als Rache nehmen die Nationalsozialisten tausende tschechische Bürger fest, Lenka wird kurz darauf erschossen. Als Rache für den Tod Heydrichs wird das Dorf Lidice dem Erdboden gleichgemacht. Die Frauen des Dorfes werden in Konzentrationslager verschleppt.
Die Attentäter können sich zunächst in ihr Hauptquartier, den Keller der Cyrill-und-Method-Kirche, zurückziehen. Doch die Gestapo kann Gefolgsleute verhaften und unter Folter das Versteck herausfinden. Nach einem sechsstündigen Feuergefecht begehen Gabčík und Kubiš zusammen mit anderen Widerstandskämpfern Suizid.

## Hintergrundinformationen

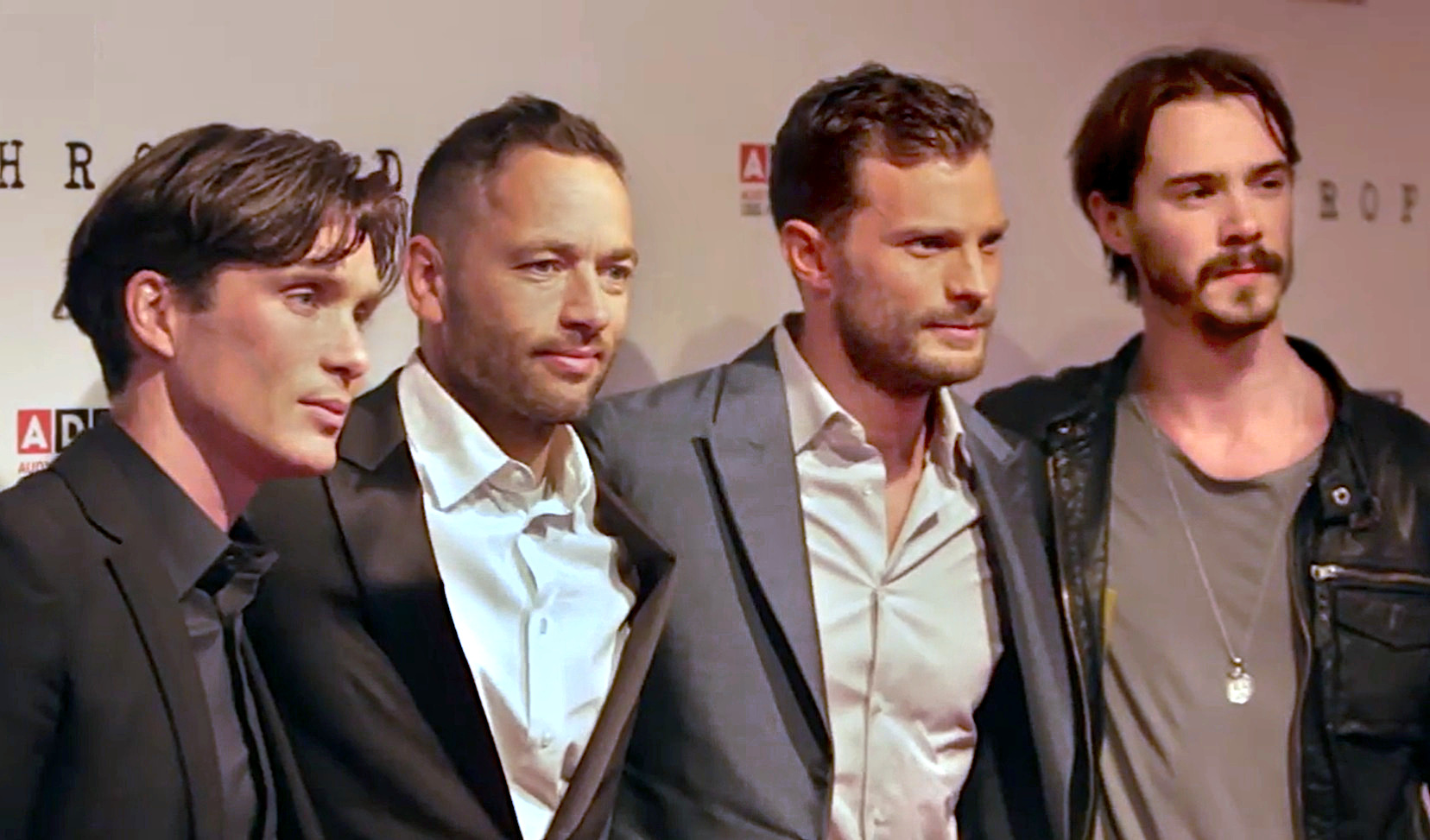
Cillian Murphy, Sean Ellis (Regie), Jamie Dornan, Sam Keeley beim Dublin Film Festival (2016)

Die Dreharbeiten des Films fanden mit einem Budget von neun Millionen Dollar im Sommer 2015 ausschließlich in Prag und Umgebung statt. Markante Drehorte, die auch im Film zu sehen sind, sind die Karlsbrücke sowie die Prager Burg. Das Attentat, so wie im Film zu sehen, wurde 1:1 sekündlich rekonstruiert, um eine höhere Authentizität zu erzielen.
Das größte für den Film angefertigte Set war eine exakte Rekonstruktion der Prager Kirche St. Cyrill und Method.

## Deutsche Synchronisation
- Jozef Gabčík: Norman Matt
- Jan Kubiš: Jan-Philipp Jarke
- Marie Kovárníková: Sarah Alles
- Lenka Fafková: Gundi Eberhard
- Ladislav Vanék: Bernd Vollbrecht
- Karel Čurda: Alessandro Alioto
- Josef Valčík: Dirk Talaga
- Jan Zelenka-Hajský: Lutz Schnell
- Dr. Eduard: Peter Flechtner
- Herr Moravec: Sven Brieger

## Kritik
„Die Mischung aus Spionagethriller und Actionfilm setzt auf schnelle Schnitte, explizite Gewalt und Wackelbilder, ohne dadurch die schwerfällige Inszenierung auszugleichen. Im pathetischen Finale verliert der Film überdies seinen kritischen Anspruch aus dem Blick.“